# Afrogarypus excelsus
Espèce
Synonymes
- Geogarypus excelsus Beier, 1964
- Geogarypus excelsus excellens Beier, 1964

Afrogarypus excelsus est une espèce de pseudoscorpions de la famille des Geogarypidae.

## Distribution
Cette espèce est endémique du Cap-Oriental en Afrique du Sud,.

## Systématique et taxinomie
Cette espèce a été décrite sous le protonyme Geogarypus excelsus par Beier en 1964. Elle est placée dans le genre Afrogarypus par Harvey en 1986.
La sous-espèce excellens a été placée en synonymie par Neethling et Haddad en 2017.

## Publication originale
- Beier, 1964 : Weiteres zur Kenntnis der Pseudoscorpioniden-Fauna des südlichen Afrika. Annals of the Natal Museum, vol. 16, p. 30-90.